# Shalom Tikva
Shalom Tikva, (שלום תקווה en hébreu), né le 8 mai 1965 à Netanya (Israël), est un footballeur international israélien, qui évoluait au poste de milieu offensif et en équipe d'Israël.
Tikva a marqué trois buts lors de ses vingt-et-une sélections avec l'équipe d'Israël entre 1986 et 1994.

## Carrière de joueur
- 1985-1988 : Maccabi Netanya
- 1988-1991 : Standard de Liège
- 1991-1992 : Racing Club de Lens
- 1992-1993 : K. Boom
- 1993-1994 : Maccabi Netanya
- 1994-1995 : Neuchâtel Xamax FC
- 1995-déc. 1995 : Standard de Liège
- jan. 1996-2000 : Hapoël Tel-Aviv

## Palmarès

### En équipe nationale
- 23 sélections et 6 buts avec l'équipe d'Israël entre 1986 et 1994.

### Avec Maccabi Netanya
- Vice-Champion du Championnat d'Israël de football en 1988.
- Finaliste de la Coupe de la Ligue israélienne de football en 1987.

### Avec le Standard de Liège
- Finaliste de la Coupe de Belgique de football en 1989.
- Finaliste de la Supercoupe de Belgique en 1993.

### Avec Hapoël Tel-Aviv
- Vainqueur du Championnat d'Israël de football en 2000.
- Vainqueur de la Coupe d'Israël de football en 1999 et 2000.